# Didimaion
El  Didimaion (en griego antiguo: Διδυμαῑον, en latín: Didymaeum) o Templo de Apolo Dídimo  fue un antiguo templo griego dedicado fue un santuario griego con oráculo de Apolo Filesio en Dídima, junto a Mileto en Jonia, Asia Menor, actual Turquía.Fue uno de los templos más grandes del mundo antiguo.El templo era la sede del oráculo de Apolo, el oráculo de Dídima.

## Historia
El emplazamiento del templo era originalmente, incluso antes de que los griegos llegaran a Jonia, un manantial sagrado y un bosquecillo. Durante el periodo griego, hubo tres templos diferentes en el lugar en distintas épocas. Según fuentes literarias, ya en los años 600-500 a. C. había en el lugar un santuario oracular y un templo, en el que hacían ofrendas votivas, entre otros, el faraón del Antiguo Egipto Necao II y Creso, rey de Lidia. Este primer templo sin techumbre (Templo I  data de finales del período geométrico o principios del período arcaico de los años 700 o 600 a. C.

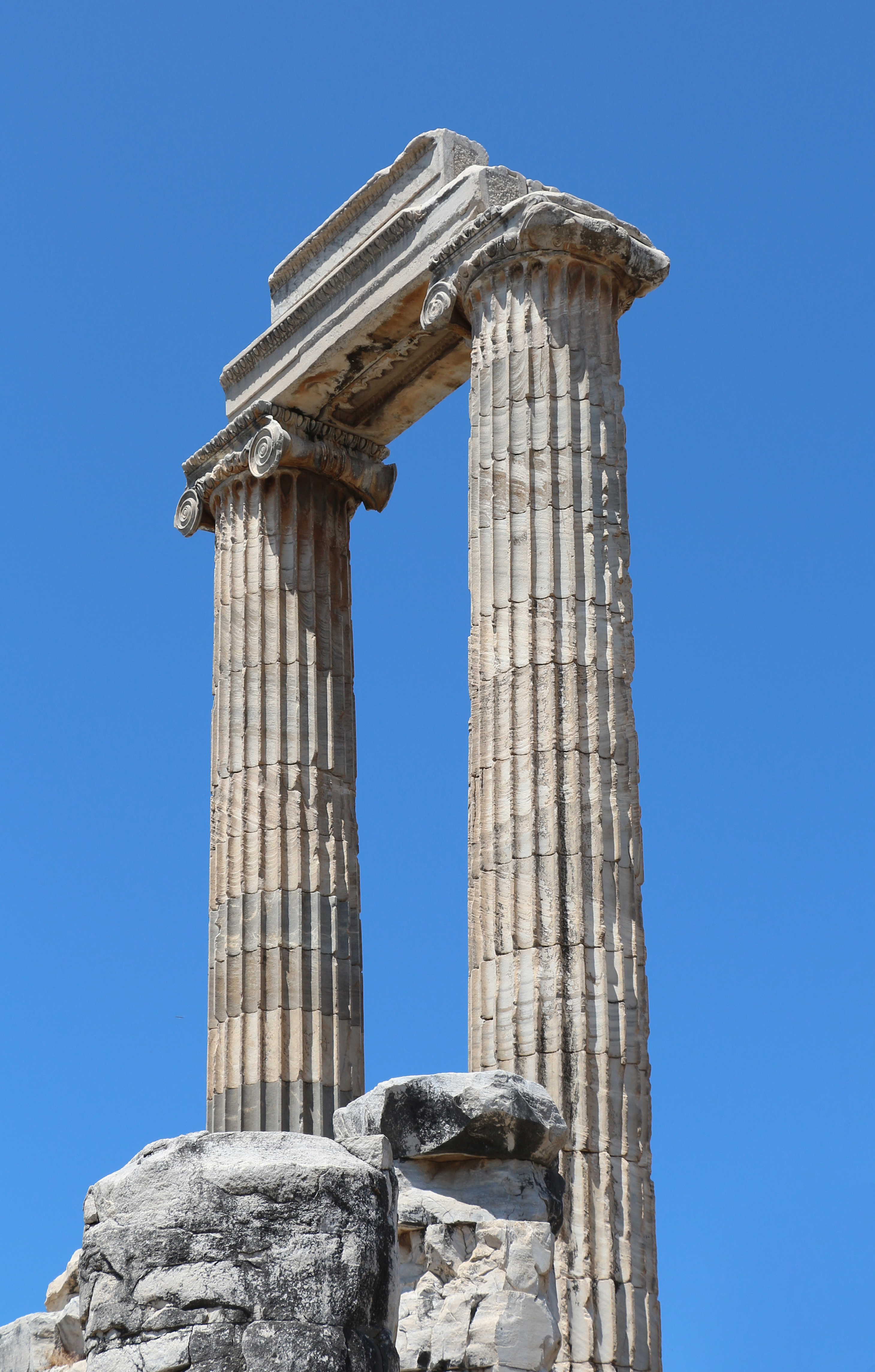
Los dos pilares verticales restantes del templo.

El primer templo fue sustituido por un templo más nuevo (Templo II) construido en la época arcaica final alrededor de 550-530 a. C. Este templo fue destruido por los aqueménidas, según Heródoto, tras la Revuelta jónica y su derrota en 494 a. C., y, según Estrabón y muchas otras fuentes, durante la segunda guerra médica en el 479 a. C. Hoy en día, se considera generalmente que un año anterior sería correcto..
Tras la destrucción del templo, el lugar parece haber sobrevivido en uso cultual entre los años 400 y 300 a. C., y hay algunos indicios de restauración a pequeña escala con este fin. Sin embargo, no hay pruebas de la dedicación de los oráculos antes del 331 a. C. Se dice que el manantial sagrado comenzó a funcionar o fue redescubierto en esta época durante la visita de Alejandro Magno.
Con esto, comenzó el diseño de un nuevo tercer templo (Templo III). Empezó a construirse a principios del período helenístico, alrededor del año 300 a. C. Ciertamente, la construcción ya estaba en marcha en 299/298 a. C., según la inscripción que menciona a Seleuco I donando una gran cantidad de dinero para la construcción. Al parecer, las obras también se financiaron con las ganancias del templo oriental de Mileto construido por Antíoco I. Según Vitruvio, el nuevo templo fue diseñado por Peonio de Éfeso y Dafnis de Mileto.
Las obras de construcción duraron mucho tiempo. Hacia el 230 a. C., el templo había completado su crepidoma, las partes inferiores de los muros del ádyton y los naiskos del ádyton. En el 165 a. C., las pilastras y el pórtico principal del ádyton estaban terminados. Sin embargo, el proyecto de construcción resultó ser demasiado ambicioso y grandioso, y nunca se completó del todo. Pausanias menciona que el templo permaneció inacabado, y esto también se hace evidente por las columnas inacabadas que están presentes. Sin embargo, la construcción del templo continuó durante el siglo I. En particular, el emperador Calígula intentó completar el templo.
A pesar de estar incompleto, el templo del periodo helenístico era el cuarto más grande del mundo griego. Solo las Siete Maravillas del Mundo Antiguo, elTemplo de Artemisa en Éfeso y el Hereo de Samos  y el Templo de Zeus Olímpico] en Agrigento fueron mayores. El templo se construyó deliberadamente para competir con el templo reconstruido de Artemisa en Éfeso, que se reconstruyó más o menos en la misma época. Sus proporciones eran las mismas, al igual que uno de sus arquitectos, Peonio.
En la época medieval bizantina, se construyó una basílica en el emplazamiento del templo adyton. Más tarde, parte del templo se convirtió en una fortaleza. El templo seguía en pie en gran parte en 1493, cuando todas sus columnas menos tres se derrumbaron en un terremoto.

## Edificios

### Templo del período geométrico
El templo más antiguo del emplazamiento, el llamado templo de Sekos del periodo geométrico tardío (templo I), estaba situado en el extremo occidental del 
ádyton, del periodo helenístico posterior. Probablemente se construyó en torno a un manantial considerado sagrado en el lugar. El templo consistía en una sencilla estructura rectangular sin tejado. Sus partes superiores eran de ladrillo de arcilla y no se sabe si tenían columnas. El edificio se estrechaba hacia el este, con una anchura de unos 10,3 m en el extremo occidental y 9,6 m en el oriental. Los cimientos del templo se han encontrado dentro de un ádyton posterior. La datación se ha basado en los hallazgos de cerámica.

### Templo arcaico
El templo de época arcaica (Templo II) era de estilo jónico. Era un templo díptero, es decir, su perístasis tenía una fila exterior y otra interior de columnas.
No existen datos exactos sobre el tamaño del templo. La longitud de su crepidoma de dos niveles, o cimientos escalonados, es de 72 u 89 m. Se sugiere que la altura de las columnas era de unos 15,5 m, pero se desconoce el número de columnas. Una de las propuestas era de 17 columnas en los lados largos y 8 en los cortos, lo que sumaba un total de 86 columnas. Otra propuesta habría tenido el mismo número de columnas que el templo helenístico, 21 en los lados largos y 10 en los lados cortos, para un total de 108.
La naos interior del templo consistía principalmente en un ádyton, que medía unos 33 m de largo y unos 19,9 m de ancho, al menos en el extremo occidental. En el interior, el ádyton medía entre 16 y 17 m de ancho. El ádyton  era hípetro, es decir, sin techo.
En la parte occidental del ádyton había un naiskos, un pequeño templo construido dentro de una mezcla del periodo geométrico. Los eruditos han discrepado sobre si se construyó antes o al mismo tiempo que el Templo II del período arcaico. Se ha sugerido que fue construido alrededor del 575 a. C., cuando habría sido anterior al Templo II, o del 550 a. C., cuando habría sido contemporáneo. Según una propuesta, se habría construido como primera parte del nuevo templo alrededor del año 575 a. C., cuando se decidió sustituir el sekos por un templo grande, pero la construcción de todo el templo se habría retrasado. alrededor de 25 años. Se encontró un mosaico femenino medía unos 15 m de largo y unos 5 m de ancho.
En el templo, probablemente en su naiskos, había una talla de Apolo realizada por Cánaco, terminada a finales del 500 a. C. Los persas se la llevaron a Ecbatana tras destruir el templo.

### Templo helenístico

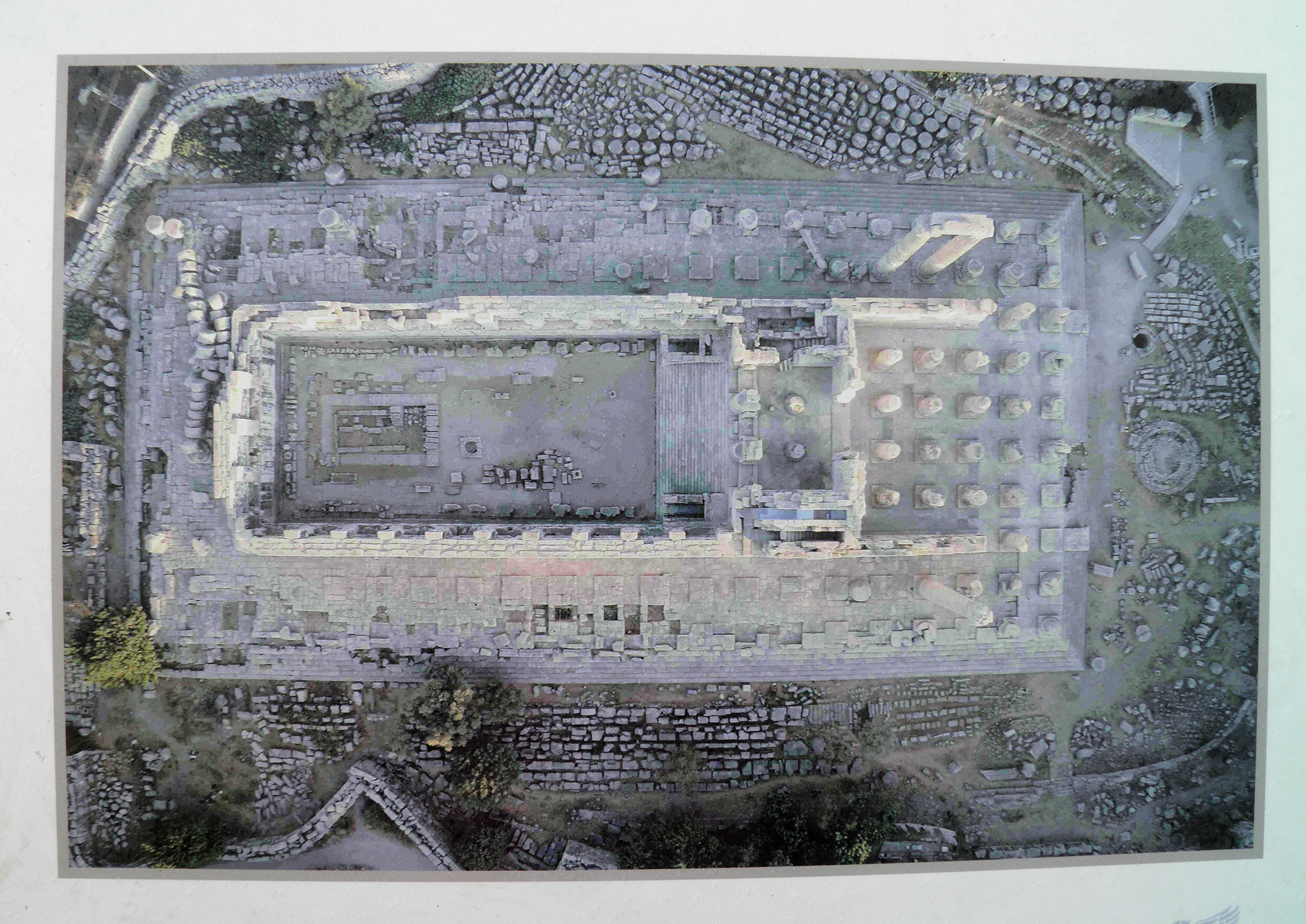
Vista aérea de las ruinas del templo.

El templo del periodo helenístico (Templo III) también era de estilo jónico. Al igual que el templo arcaico, era un templo díptero. La fila exterior de columnas tenía 21 columnas en los lados largos y 10 columnas en los lados cortos (decástilo), y en la fila interior de columnas 19 × 8 columnas respectivamente. En total, el peristilo tenía 108 columnas. La anchura de las columnas gemelas era de unos 11 m y la altura de las columnas de unos 19,7 m. En la parte inferior, el diámetro de las columnas es de unos dos metros. En la actualidad solo quedan en pie tres de las columnas, dos de las columnas interiores de la esquina noreste y parte del arquitrabe entre ellas, y una de las columnas interiores de la esquina sureste.
Las dimensiones del templo se basan en un pie jónico, que medía unos 29,4 centímetros. Su crepidoma de siete niveles medía 118,3 × 60,1 m en el nivel más bajo. El estilóbato, el nivel superior, medía 109,3 × 51,1 m. La longitud de la naos, el núcleo del templo, era de unos 87,4 m desde los extremos de las entradas, con una anchura de 29,2 men el exterior y 21,7 m en el interior. La altura de los muros de la naos era de unos 22-25 metros.

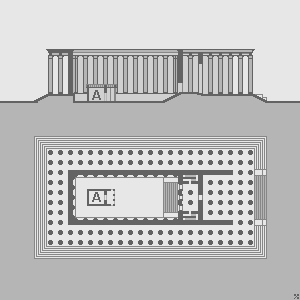
Planta del templo.

El pronaos y la entrada al templo se situaban normalmente en el extremo oriental, con 14 escalones que conducían al estilóbato. La anchura del pronaos entre los muros de las antas es de unos 23,8 m y la profundidad de unos 15,9 m. Entre los muros de las antas había tres filas de cuatro columnas. Sumados al número de columnas del peristilo, el número total de columnas del exterior es de 120.
Detrás del pronaos se encontraba la llamada cámara oriental, de unos 14 m de ancho y 8,7 m de profundidad. En el centro de la cámara había dos columnas de estilo corintio que sostenían su techo.
El templo no incluía el opistodomos típico de los templos griegos. En su lugar, la cámara oriental estaba seguida de un gran ádyton, la parte más sagrada del templo. Su suelo estaba cuatro metros por debajo del de la cámara oriental. La entrada al ádyton es peculiar. No había acceso directo desde el pronaos, ya que entre este y la cámara había un muro con solo una amplia abertura o vano a través de la cual era posible mirar hacia el patio del ádyton. Tanto a la derecha como a la izquierda del muro principal, en el extremo oeste del pronaos, hay puertas que dan a pasillos con bóveda de cañón inclinados hacia abajo. Estos pasillos conducen a una escalera de 22 peldaños en el extremo oriental del ádyton, de unos 15,3 m de ancho. Conduce al patio del ádyton o, en la otra dirección, a la cámara oriental a través de las tres puertas de su pared oeste. Desde los muros norte y sur de la cámara este había una escalera, posiblemente hasta el techo de la cámara.

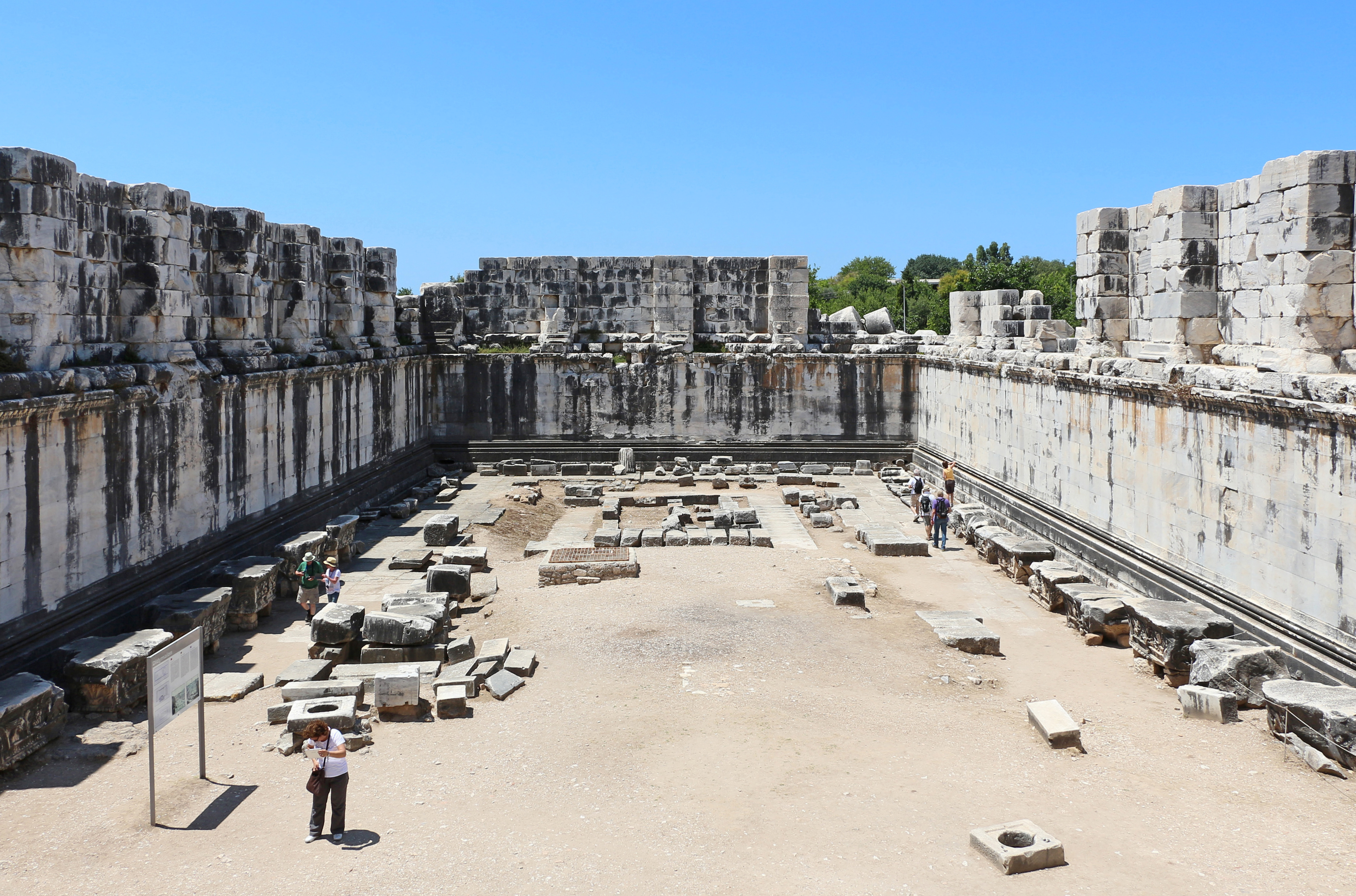
Ádyton del templo, con los cimientos de la parte trasera del bloque cilíndrico interior.

La longitud del ádyton desde la escalera hasta la pared del fondo es de aproximadamente 45,4 m. En el extremo oriental del ádyton, en la parte superior de la escalera, hay dos semicolumnas corintias. Esta fase del templo era también un templo hípetro, es decir, no tenía techo en su adintelamiento, lo que Estrabón atribuyó al hecho de que el templo fuera tan grande.
Los muros interiores del ádyton estaban flanqueados por pilastras de estilo jónico construidas sobre un podio. Había nueve pilastras en los lados largos y tres en el extremo oeste, y también había pilastras en las esquinas. En el interior del ádyton crecían laureles. En las paredes interiores del ádyton se han encontrado dibujos de la época de su construcción.
En el extremo posterior u occidental del adyton se encontraba el naiskos, un pequeño templo de unos 14,5 × 8,6 m. Era un tetrástilo próstilo, es decir, tenía cuatro columnas delante de su pronaos. Eran de estilo jónico. La cella era de 7,5 × 6 m. El naiskos puede haber sido original y más antiguo que el templo helenístico. En su interior se encontraba la fuente sagrada del Oráculo y, presumiblemente, una imagen de culto de Apolo.

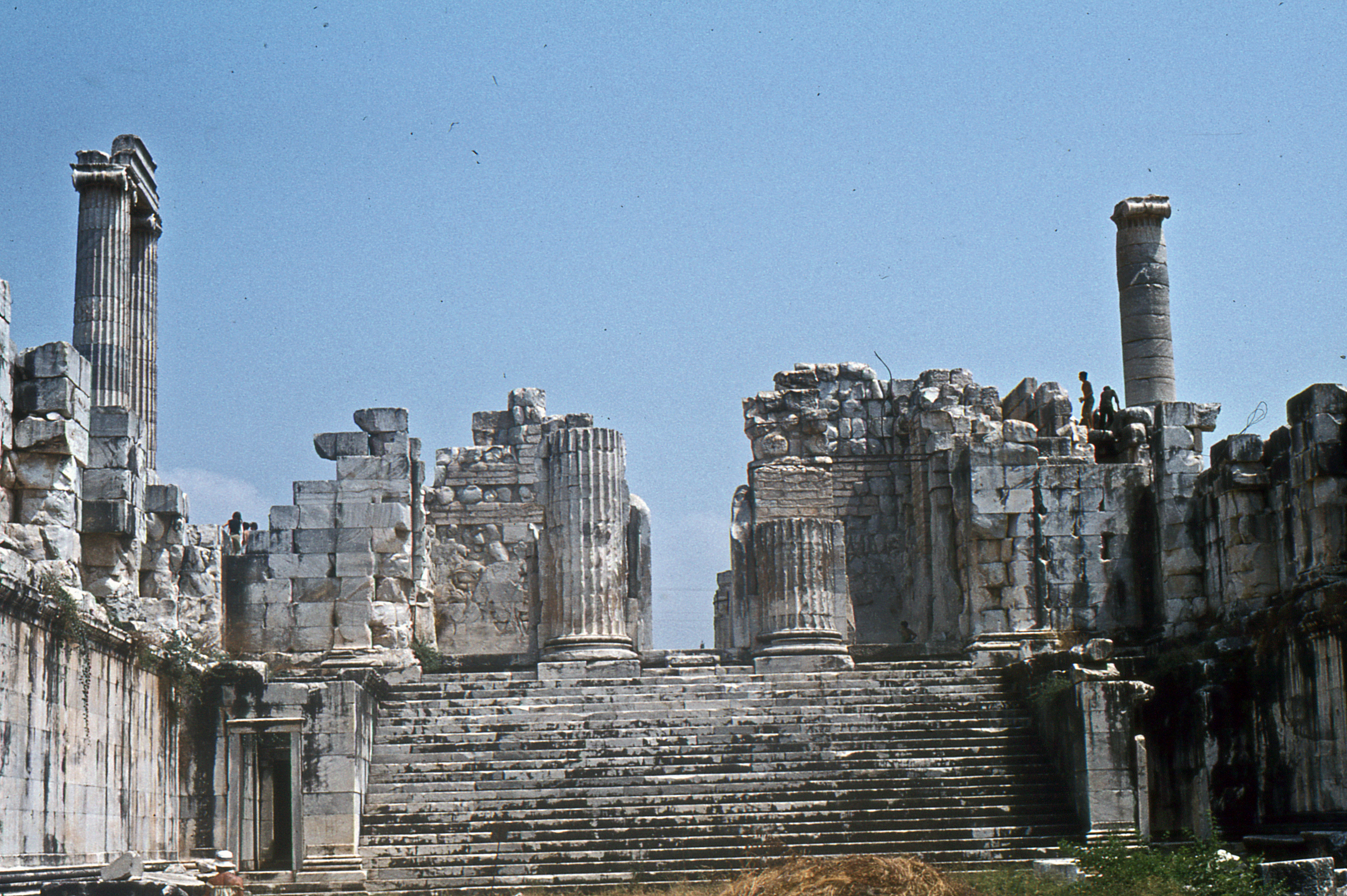
El ádyton y la cámara este están conectados por una escalera, a ambos lados de la cual se encuentran los accesos a los túneles de entrada.

Se ha intentado explicar la singularidad de la construcción del templo afirmando que se inspiró en edificios palaciegos persas o en los templos y palacios de la dinastía ptolemaica en Egipto.

### Altar
Delante del templo, en su lado oriental, había una estructura circular de unos 8 metros de diámetro, con puertas en los lados occidental y oriental. Se cree que este es el altar del templo al que se refiere Pausanias. Según él, el altar estaba hecho o formado con cenizas y sangre de animales sacrificados. Las excavaciones arqueológicas han revelado restos de huesos quemados y fragmentos de vasos. Estos hallazgos se remontan al año 600 a. C. Según el mito, el altar fue construido por Heracles.